# Àlvar de Cabrera
Àlvar de Cabrera (spanisch Álvaro de Cabrera; † 1299) war ein katalanischer Adliger aus dem Haus Cabrera. Er war der zweite Sohn des Grafen Álvaro von Urgell († 1267) und der Cecile von Foix. Von seinem Vater hatte er die Vizegrafschaft Àger als Erbe erhalten.

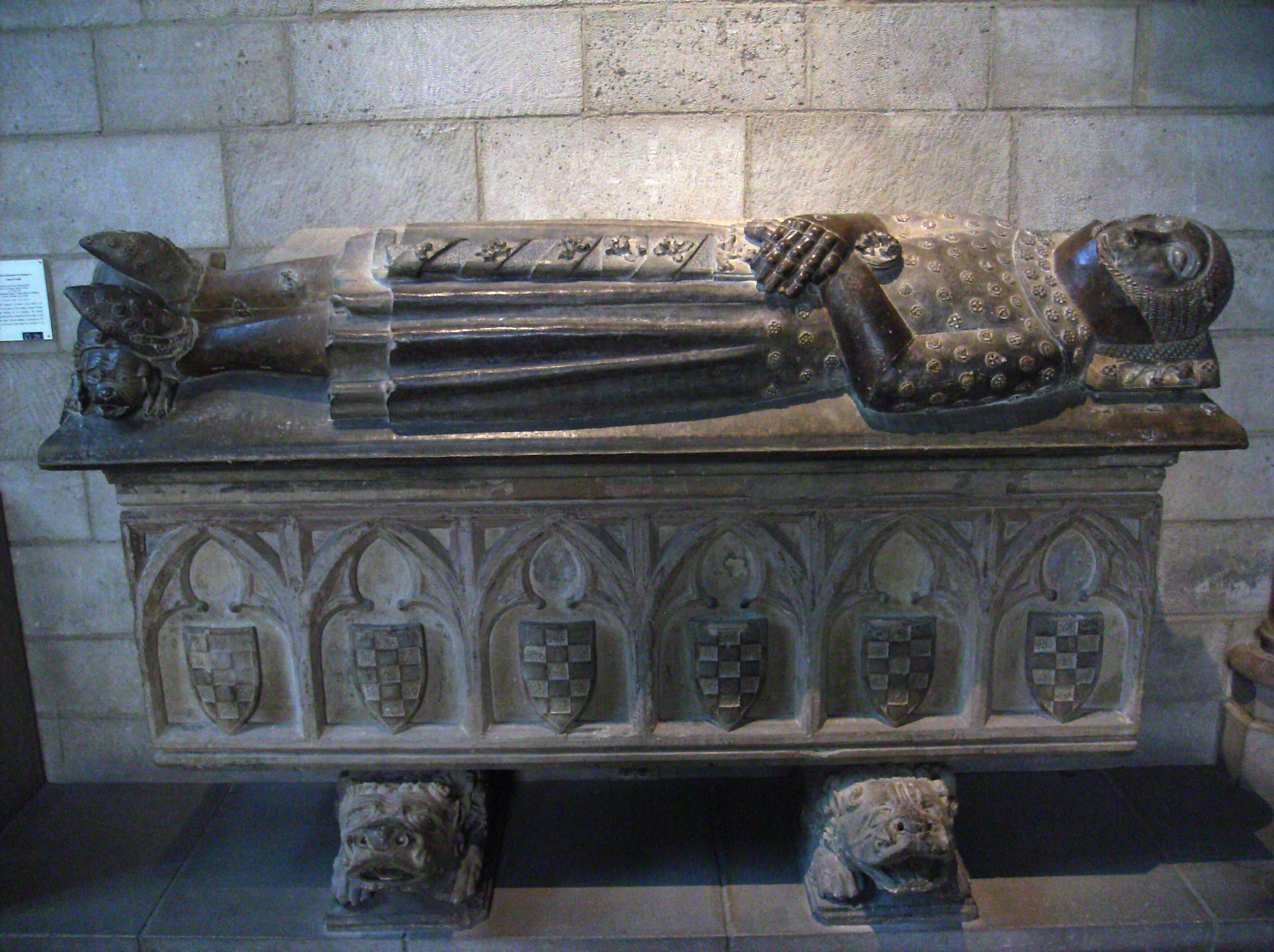
Die Liegefigur des Grabs von Àlvar de Cabrera in The Cloisters, Metropolitan Museum of Art, New York City.

Gemeinsam mit seinem älteren Bruder Ermengol X. kämpfte Àlvar gegen König Peter III. von Aragón für die Rückeroberung der Grafschaft Urgell für seine Familie. Aber nach der Niederlage von Balaguer 1280 söhnte auch er sich mit dem König aus und wurde ein Mitglied dessen Gefolges. In den folgenden Jahren diente er den aragónesischen Königen in deren Kriegen in Spanien, Afrika und Sizilien (Sizilianische Vesper), bevor er 1299 starb. Er wurde in der Abtei Santa María de Bellpuig bei Avellanas bestattet, wo ihm sein Bruder ein Grabmal gestalten ließ. Diese Informationen gehen aus einem Pergament hervor, das im Grab Àlvars bei dessen Öffnung 1739 entdeckt worden war. Es ist heute neben anderen Grabmonumenten der Grafen Urgells im Metropolitan Museum of Art (The Cloisters) in New York City zu sehen.
Verheiratet war Àlvar mit Sibila de Cardona, einer Tochter des Vizegrafen Ramon Folch V. von Cardona (Haus Folch de Cardona). Sie hatten keine Kinder, die Vizegrafschaft Àger ging nach seinem Tod an seinen Bruder.

## Anmerkung
1. ↑  Ex Gestis comitum barcinonensium et aragoniæ regum. In: Recueil des Historiens des Gaules et de la France. Band 19, 1880, S. 233.